# 卡爾·米夏埃爾·齊雷爾
卡爾·米夏埃尔·齊雷爾 （德語：Carl Michael Ziehrer，1843年5月2日—1922年11月14日），奥地利作曲家，也是哈布斯堡王室最後一任宮廷舞會音樂總監 (德語：KK Hoffballmusikdirektor)，在世時一直是施特勞斯家族最強而有力的競爭對手，尤其令小約翰·施特勞斯和愛德華·施特勞斯倍感壓力。

## 作品
Der letzte Walzerkönig  最后的华尔兹之王
Carl Michael Ziehrer  圆舞曲
Schönfeld-Marsch 申費爾德進行曲